# 御籠島
御籠島(みかごじま）は、愛媛県佐田岬の先端にある島。愛媛県西宇和郡伊方町（旧・三崎町）に属し、地元では大島（おしま）あるいは御島（おしま）とも呼ばれる。佐田岬灯台の100m西にある。四国の最西端に位置する。瀬戸内海国立公園の一部ともなっている。最高点は標高36m、面積5300平米。

## 歴史
江戸時代には、海上交通安全の神としてこの島に野坂権現（現在の野坂神社）が祭られており、神聖な島とされていた。
1945年2月、芸予要塞の一部として、この島の内部をくり抜いて佐田岬砲台の第4砲台の工事が開始され、突貫工事で半年ほどで完成するが、程なく終戦となり砲台は廃止される。設置されていた三八式十二糎榴弾砲は進駐軍の指示で解体された。
1967年3月、当時の三崎漁協が、出荷管理のために佐田岬と御籠島の間の狭い海峡に畜養池を作ったため、佐田岬と陸続きとなったが、漁協所有施設のために一般人の立ち入りは禁止された。2010年に蓄養池は使用されなくなったが、畜養池は海と繋がっているので、現在でも畜養池の中に魚の群れを見ることが出来る。
1973年11月、第25金光丸救命地蔵という碑が建立されているが、詳細は不明である。
2017年4月、伊方町によって「佐田岬灯台点灯100年記念」として周辺の整備が行われた。佐田岬灯台からの遊歩道が新たに200m造成され、御籠島に一般者が渡れるようになった。佐田岬灯台公園「御籠（みかご）島エリア」として、四国最西端の御籠島展望所、灯台点灯100年記念のモニュメントが作られた他、太平洋戦争末期に御籠島をくり抜いて作られた佐田岬第4砲台が再整備され、内部が見学できるようにされた。周囲には説明用の掲示やトイレ、榴弾砲のレプリカも配置された。

## アクセス
佐田岬灯台の駐車場からアップダウンがある遊歩道進み、佐田岬灯台へ上る直前の階段を登らずに右側（北側）の海岸方面に降りて漁協の畜養池へ進む。灯台の駐車場からは距離1500m、徒歩25分。

## ギャラリー

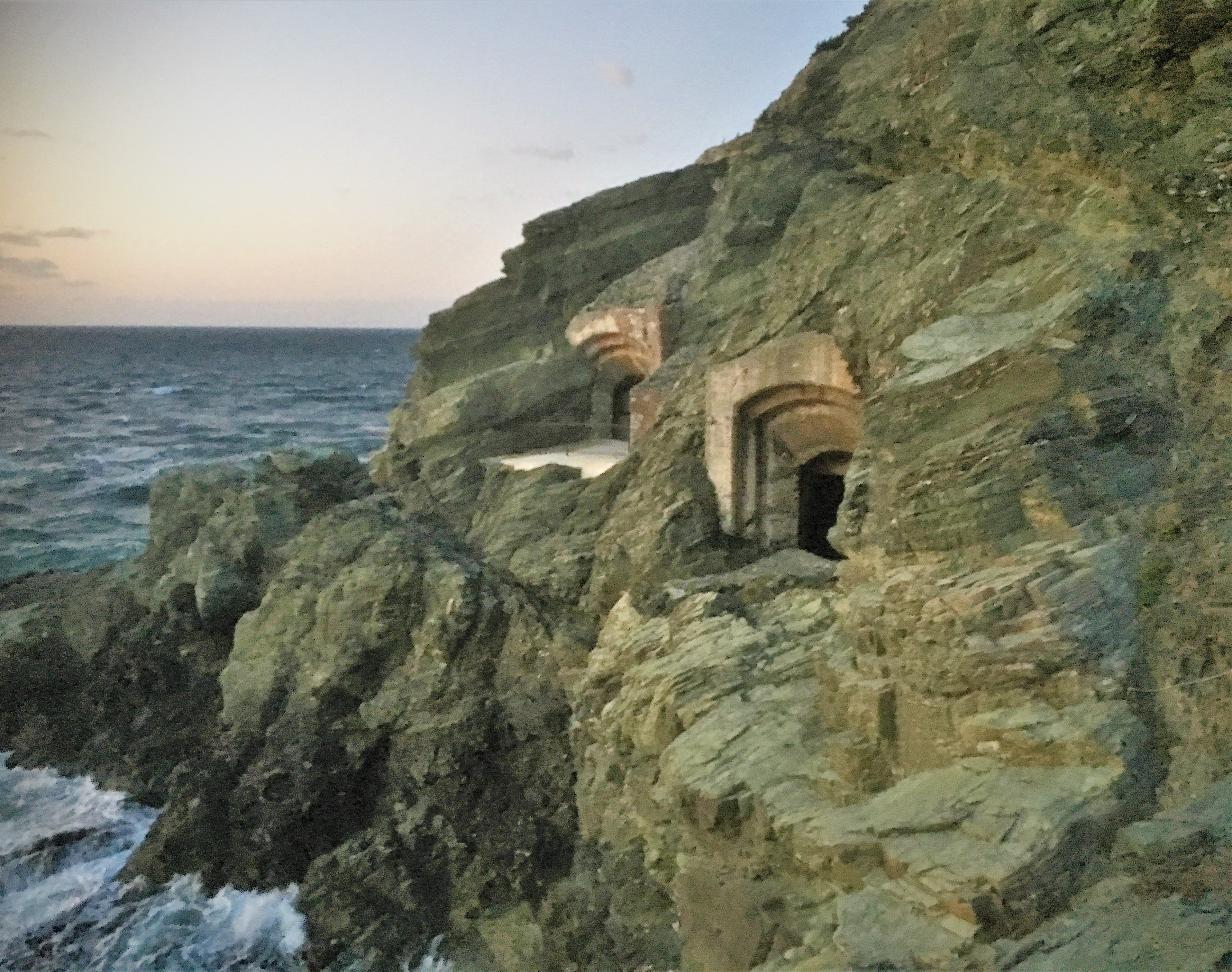
御籠島の穹窖砲台
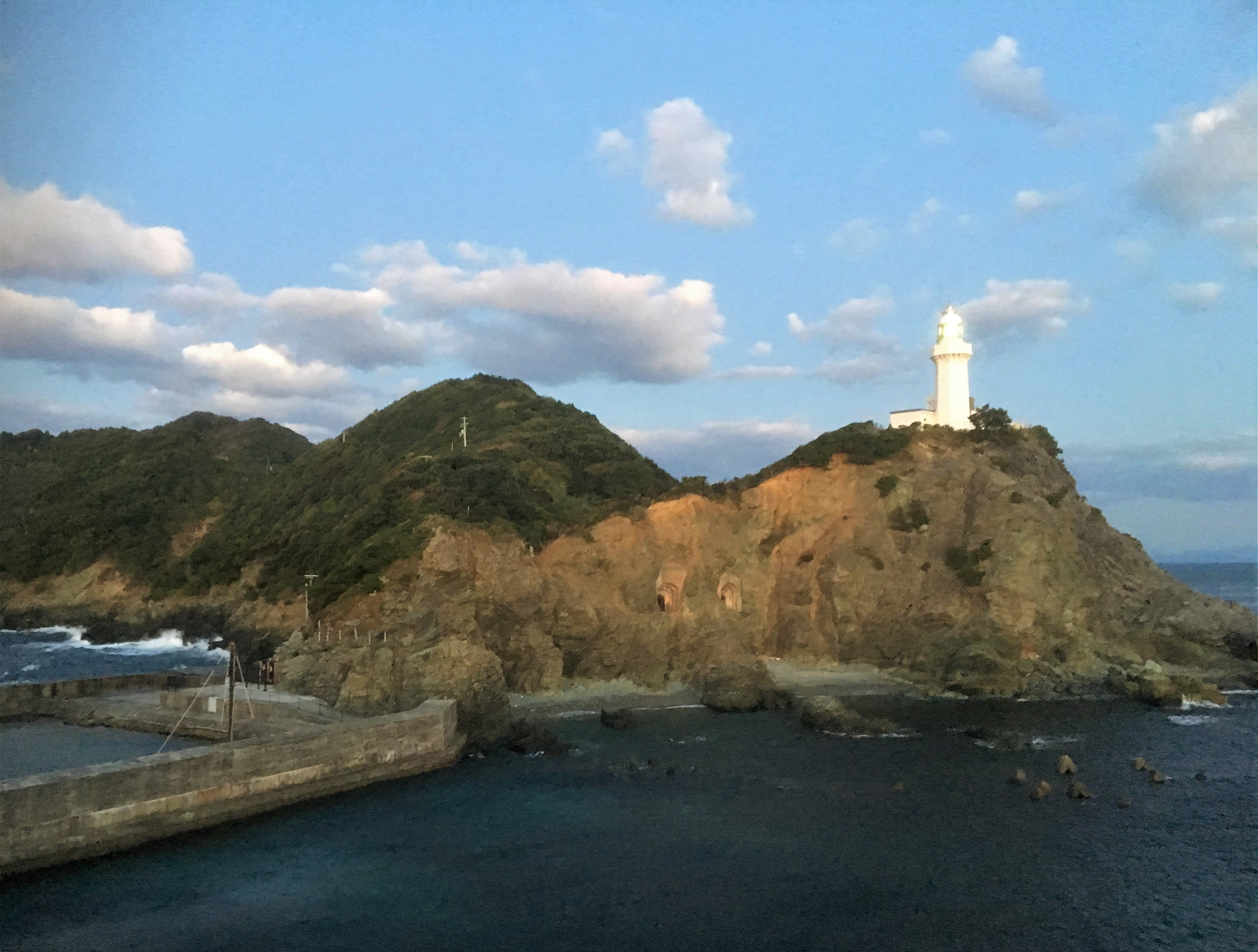
御籠島から見た佐田岬灯台と第3砲台（中央）と畜養池(左）
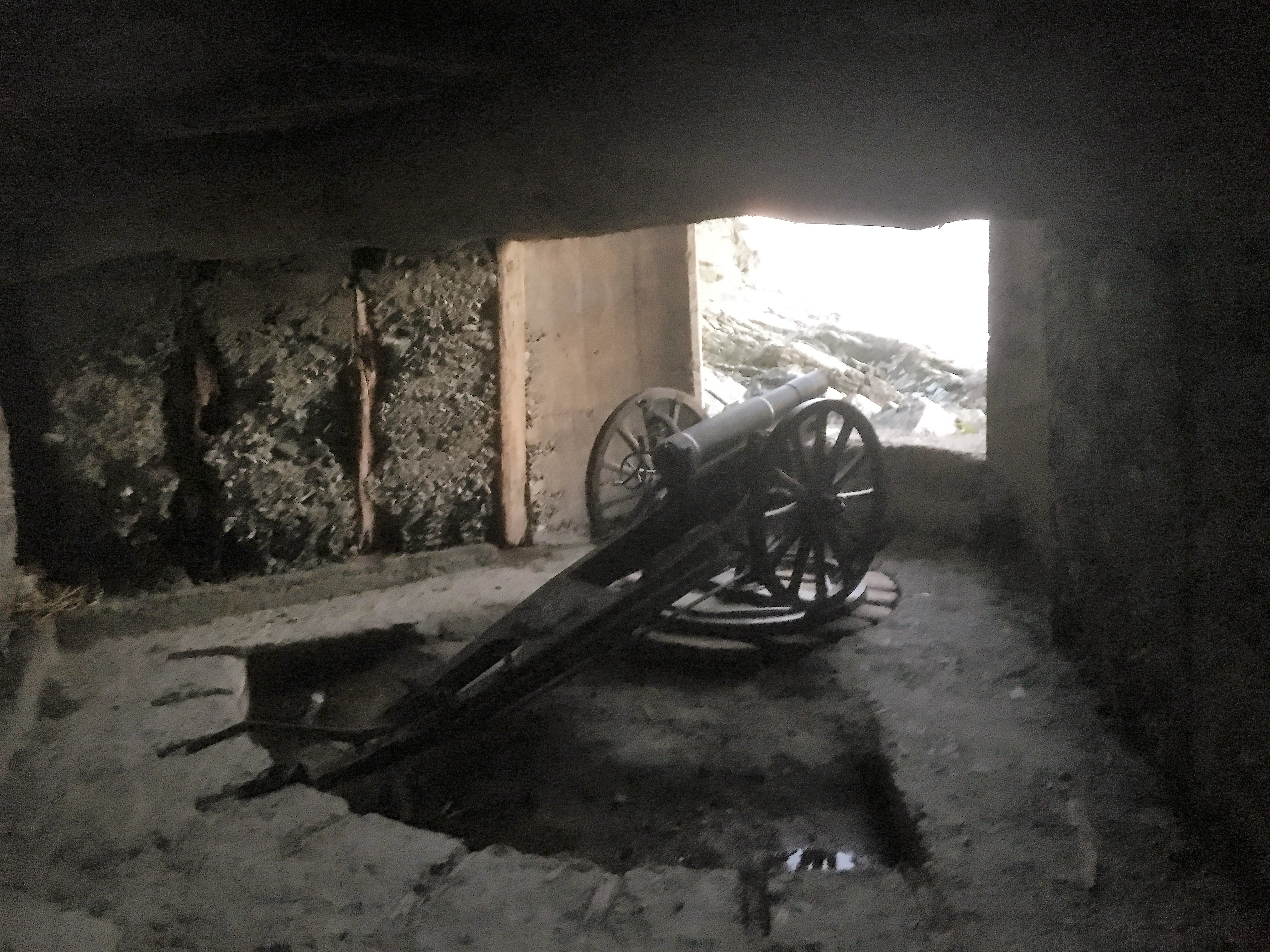
御籠島の穹窖砲台内部。三八式十二糎榴弾砲（レプリカ）が設置されている
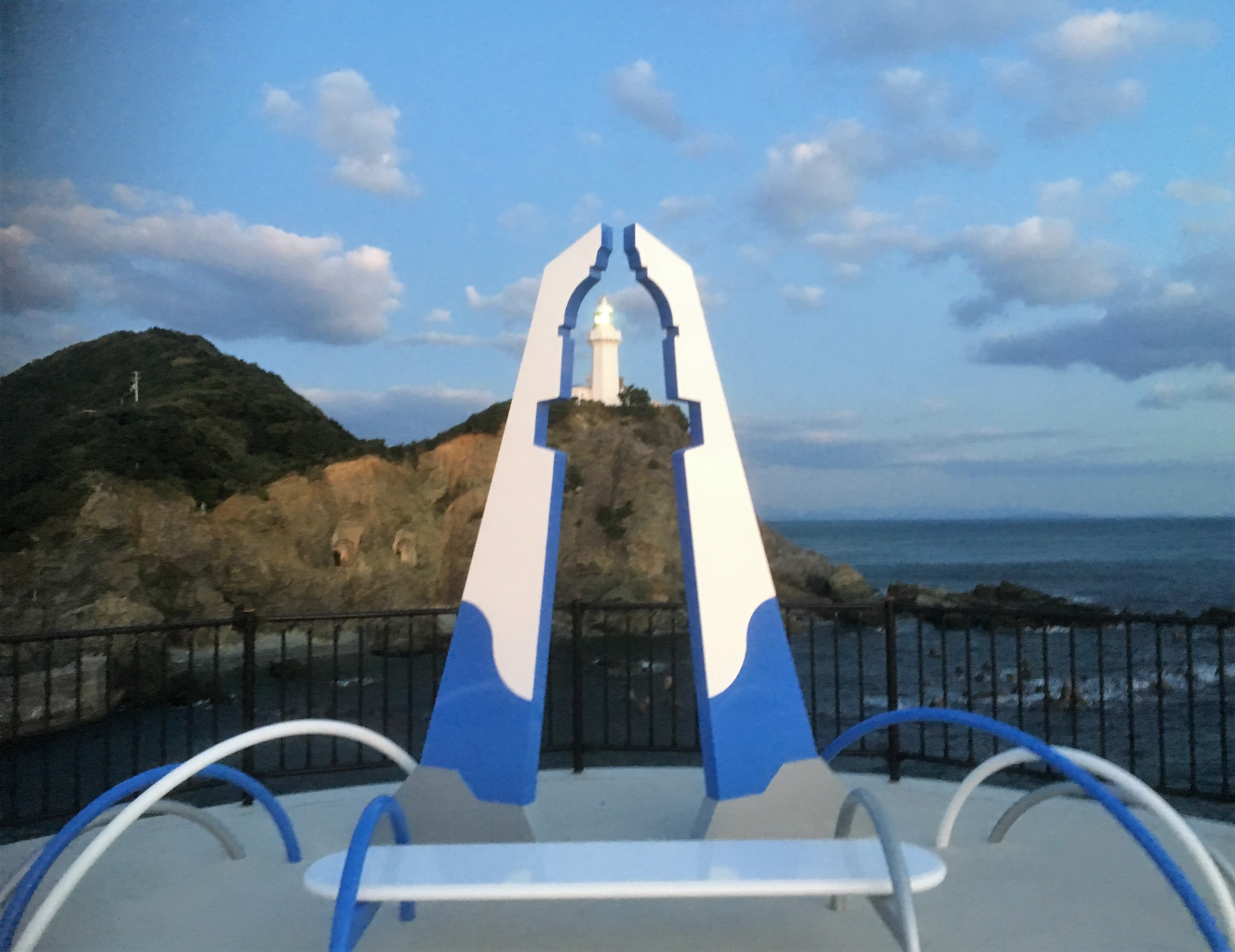
御籠島にあるモニュメント
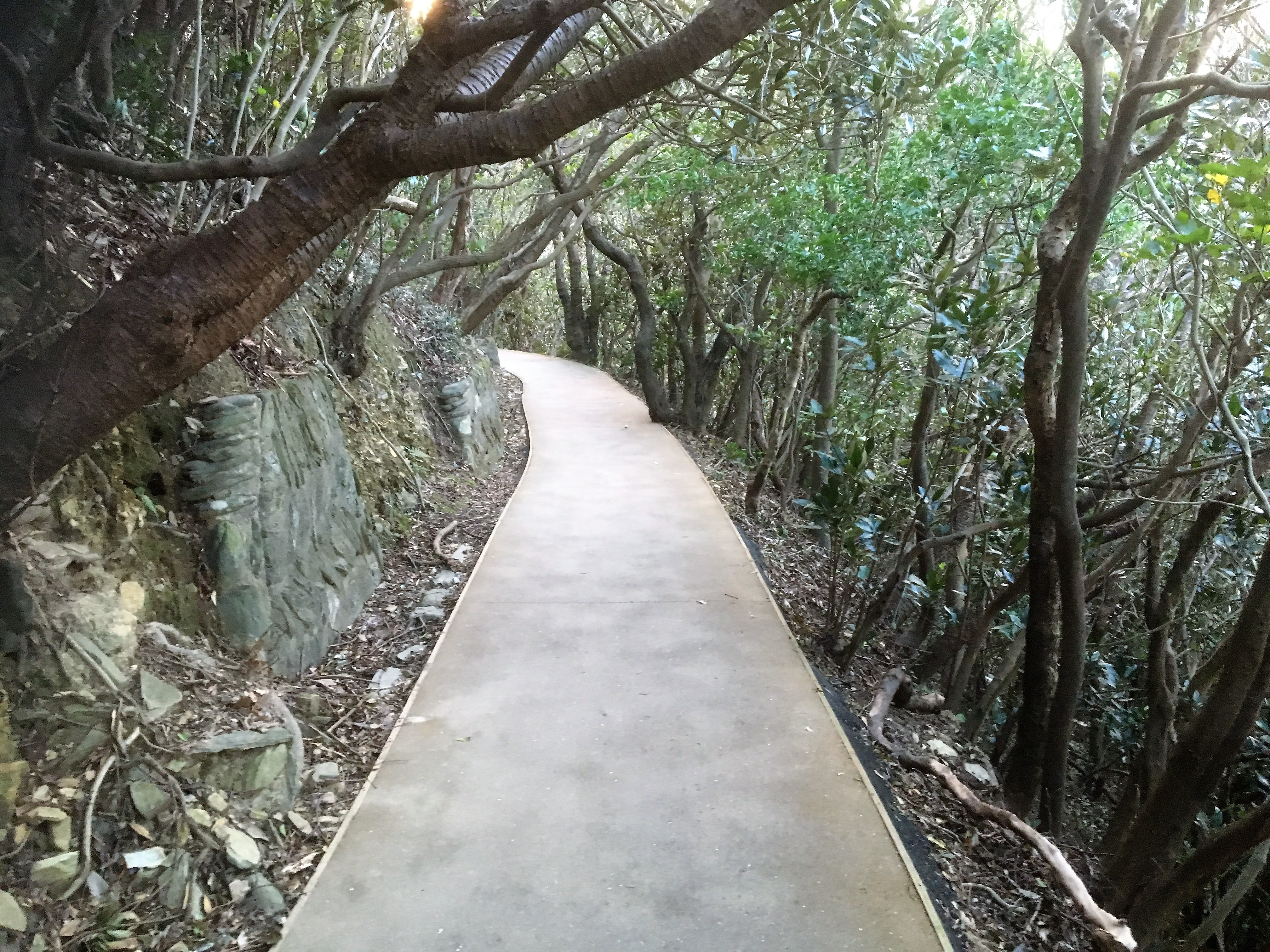
御籠島へ至る遊歩道
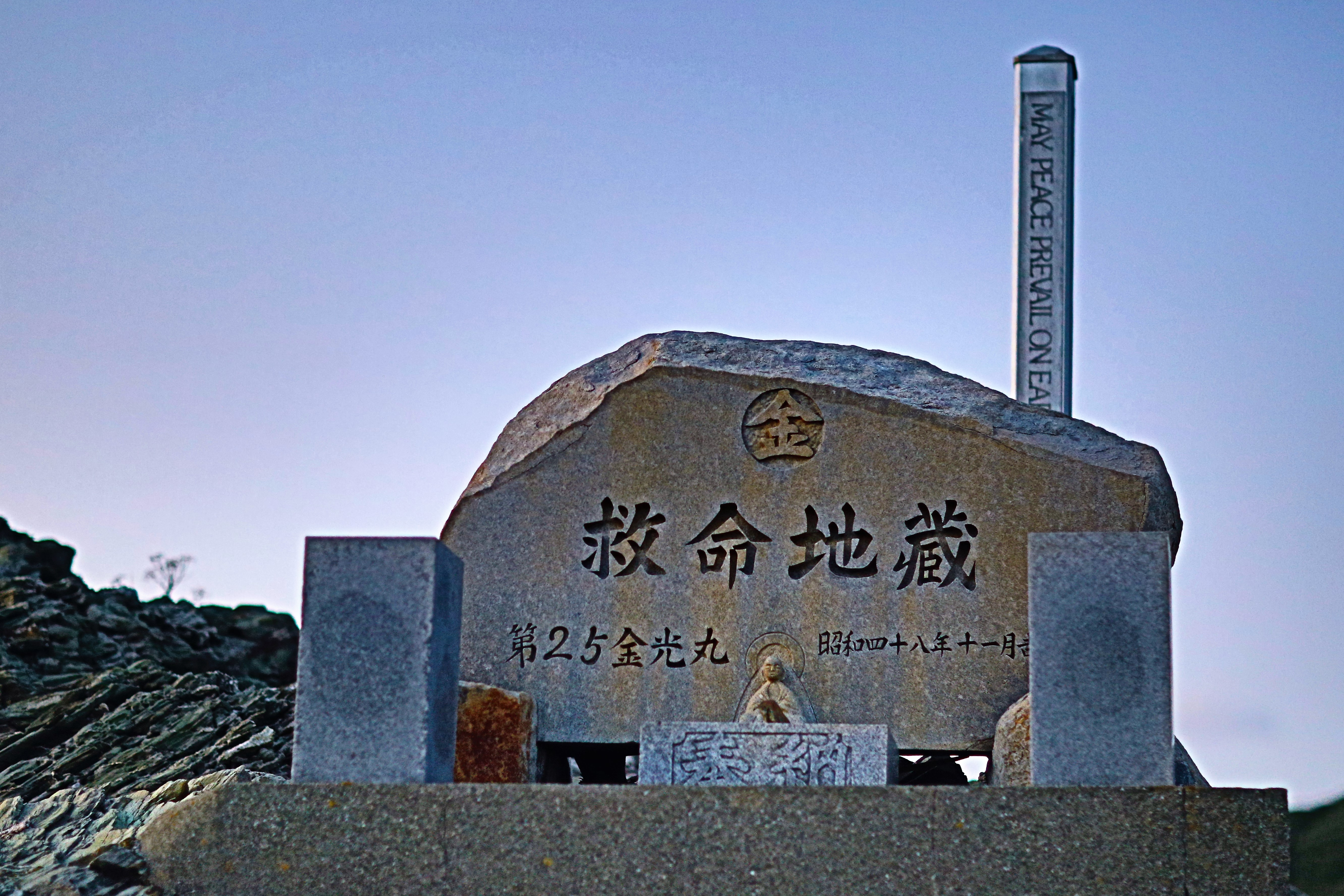
第25金光丸救命地蔵の碑